# Нескуик
Нескуик (на английски: Nesquik) е бранд (марка) продукти с какаов вкус на фирма „Нестле“.

## История
Марката се появява за първи път като какаов овкусител на прах в САЩ през 1948 г. под името Нестле Куик. През 50-те години на XX век започва да се разпространява и в Европа с името „Нескуик“. През 1999 г. се появява и зърнената закуска Нескуик Сириъл, във формата на зърнени топчета с какаов вкус, които „превръщат млякото в шоколадово мляко“.

### Идентичност
Марката се отличава с характерния си ярко жълт цвят на опаковките на всичките си продукти. Брандът се самоопределя като „невероятно вкусен, забавен и здравословен“ и като цяло се старае да промотира по-активен начин на живот у деца и възрастни. През 1973 г. е представен и сегашният талисман на марката – кафяв антропоморфен заек, носещ голяма червена буква „Q“ около врата си – зайчето Куики. Когато дебютира в Щатите, образът е озвучаван от Бари Гордън.
Спиране на продажбите на зърнена закуска Нескуик в САЩ
Нескуик Сириъл се продава в САЩ още от самото си създаване. Въпреки че останалите продукти от бранда (сиропи и миксове) се продават добре, продажбите на зърнената закуска винаги изостават зад основния конкурент – американската закуска Коко Пъфс, които са много по-разпознаваем продукт за американците, въпреки засиления маркетинг на Нескуик.
Изненадващо, през 2012 г. зърнената закуска Нескуик Сириъл е изтеглена от пазара в САЩ поради неизвестни причини. Общото вярване е, че това се дължи на твърде слаби продажби в сравнение с конкуренцията. Брандът обаче има лоялни последователи, много от които започват петиции и активности в социалните мрежи, искащи марката да бъде върната на пазара. Въпреки това не е известно дали зърнената закуска ще бъде върната отново на американския пазар.

### Продукти
Гамата продукти от марката „Нескуик“ включва
- NESTLÉ NESQUIK (Зърнена закуска с топчета с какаов вкус)
- NESTLÉ NESQUIK DUO (Зърнена закуска с топчета с вкус на бял и кафяв шоколад)
- NESQUIK Plus (Какаов микс, създаден през 1948 г.)
- NESQUIK Banana Powder (Разтворим микс с вкус на банан, създаден през 1954 г.)
- NESQUIK Strawberry Powder (Разтворим микс с вкус на ягода)
- NESQUIK Vanilla Powder (Разтворим микс с вкус на ванилия, създаден през 1979 г., но спрян от производство през 2006 г.)
- NESQUIK 3in1
- NESQUIK вафла
- NESQUIK шоколад
- NESQUIK сладолед
- NESQUIK сиропи – шоколад (създаден 1981 г.), ягода (добавен към серията продукти през 1989 г.). Произвеждани са и сиропи с вкус на ягода и банан, и шоколад и карамел.
- NESQUIK какаова напитка съществува и под формата на капсула за системата Dolce Gusto